# Maup Caransa

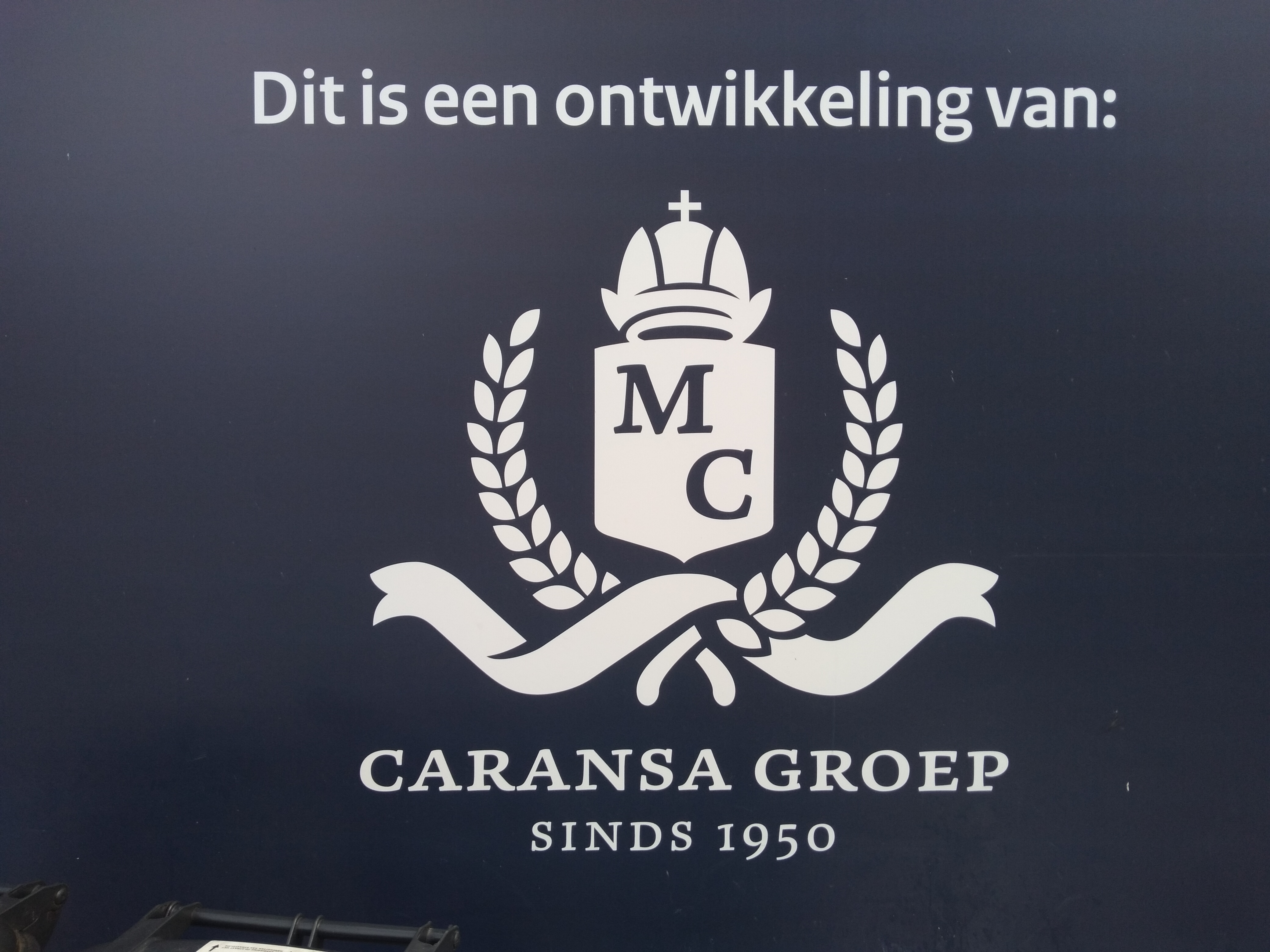
Embleem Caransa Groep (juli 2021)

Maurits (Maup) Caransa geboren Mozes (Amsterdam, 5 januari 1916 – Vinkeveen, 6 augustus 2009) was een Nederlands ondernemer en onroerendgoedhandelaar.

## Levensloop

### Jeugd en Tweede Wereldoorlog
Caransa groeide op in een arm Amsterdams gezin van Portugees-joodse afkomst. Zijn vader was kolenhandelaar op Rapenburg. Als tiener moest hij aan het werk en verkocht hij olie, kolen en bloemen op straat. In die tijd was, door zijn voortdurende loopneus, zijn bijnaam Lijn 11. Ook werkte hij enige tijd als fietsenjongen voor het persbureau van Mozes Salomon Vaz Dias. Als jongvolwassene aan het einde van de jaren dertig werkte hij in de wasserette van De Joodsche Invalide, een tehuis voor gehandicapten, en was hij in dienst bij een autosloperij.
In 1940 trouwde hij met Frederika Maria (Rika) Heijsteeg, een katholieke vrouw. In de Tweede Wereldoorlog was hij dertien weken geïnterneerd in kamp Westerbork, maar zijn huwelijk  redde hem van deportatie. Gedurende de rest van de oorlog bleef hij wonen op de hoek van de Zwanenburgwal en het Waterlooplein in de Joodse wijk van Amsterdam. Zowel zijn ouders als zijn drie broers werden vermoord. Caransa en zijn zus Femmina (Femma) bleven als enigen van het gezin in leven.

### Handelsman

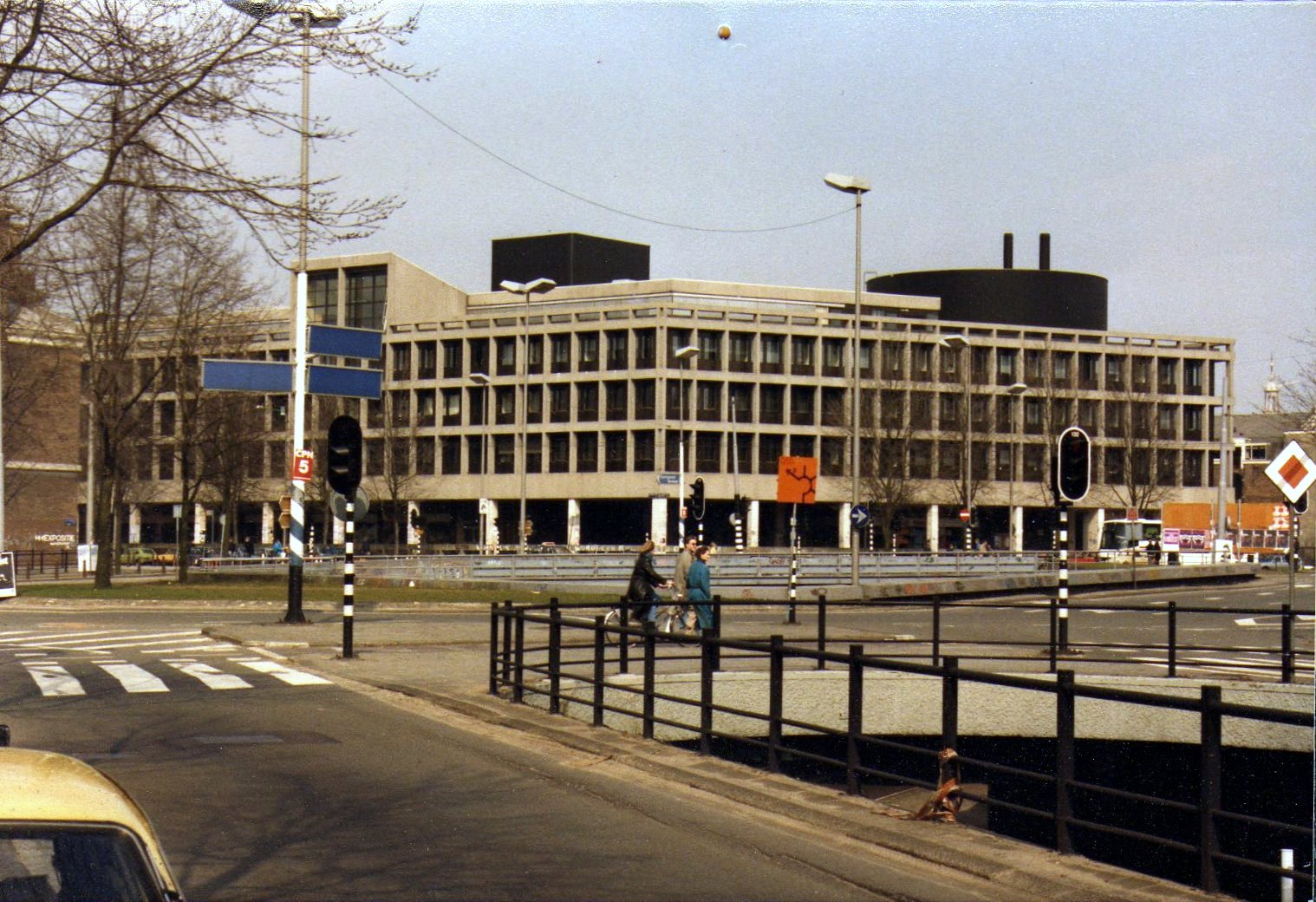
Het Burgemeester Tellegenhuis (beter bekend als het Maupoleum)

Na 1945 begon Caransa een handel in dumpgoederen en tweedehands-auto-onderdelen. Hij verkocht onder meer afgedankte Britse en Amerikaanse legerspullen. Het fortuin dat hij verdiende, stak hij in onroerend goed in Amsterdam. In een tijd dat onroerend goed in Amsterdam nog relatief goedkoop was, kocht Caransa panden in de Kalverstraat, rond het Rembrandtplein, het Leidseplein en werd hij eigenaar van het Doelen Hotel, het Schiller Hotel, Hotel Américain en het Amstel Hotel. Aan het Rembrandtplein vestigde hij het Caransa Hotel en diverse uitgaansgelegenheden. Café De Kroon transformeerde hij tot winkelgalerij met kleine winkeltjes en een lunchroom. Veel panden verkocht hij later weer met grote winst. In 1964 richtte Caransa zijn handelsonderneming Caransa Groep op. Hij leidde het bedrijf tot op hoge leeftijd. Het werd geërfd door zijn twee kleinzoons M.S. Caransa, S. Caransa en P.C. Langenberg.
Vanwege een financiële impuls die hij verleende aan het Burgemeester Tellegenhuis werd dit 150 meter lange pand aan de Jodenbreestraat in de volksmond het Maupoleum genoemd. Reeds vanaf de bouw lag het onderkomen van de Universiteit van Amsterdam esthetisch onder vuur en tijdens het overgrote deel van zijn korte bestaan (1971-1994) stond het wijd en zijd bekend als het lelijkste gebouw van Nederland.
Caransa investeerde vanaf de jaren zestig in de voetbalclub Ajax. Hij had een goede band met clubvoorzitter Jaap van Praag en had op de achtergrond een invloedrijke rol. Met Dé Stoop had hij in 1969 plannen om te investeren in een nieuw stadion voor DWS, dat op dat moment in het Olympisch Stadion speelde. Tussen 1971 en 1988 was Caransa sponsor van een internationaal bridgetoernooi in Amsterdam. Ook droeg hij een derde van het budget van 1 miljoen gulden voor de film Geen paniek (1973) bij.

### Ontvoering
Op 28 oktober 1977 werd Caransa door onbekenden ontvoerd. Hij werd overmeesterd toen hij om één uur 's nachts de Continental Club verliet, waar hij zijn wekelijkse bridgeavond had. De ochtend erop werd de ontvoering bij de redactie van Het Parool geclaimd door de Rote Armee Fraktion. De ontvoering vond gelijktijdig plaats met de Duitse uitlevering van de terrorist Knut Folkerts aan Nederland. Wie er achter zat, is echter nooit precies vastgesteld. Op 2 november werd Caransa na betaling van 10 miljoen gulden vrijgelaten. Hij zou zelf met zijn kidnappers hebben onderhandeld over de hoogte van het losgeld. De ontvoering van Caransa was de eerste ontvoering van een bekende persoon in Nederland en vormde de inspiratie voor de daders van de ontvoering van Freddy Heineken in 1983.
Na de ontvoeringszaak verdween Caransa grotendeels uit het zicht van de media. "Al die publiciteit heeft me tien miljoen gekost", zei hij daar zelf over. In maart 1978 verscheen hij nog wel in het televisieprogramma TV Privé, waarin hij samen met presentator Henk van der Meyden en de geblinddoekte helderziende Peter Hurkos de autorit ten tijde van zijn ontvoering probeerde na te gaan, op zoek naar de plek waar hij was vastgehouden. Dit was echter tevergeefs. In de jaren na de ontvoering doken op verschillende plaatsen in Europa delen van het losgeld op, maar de daders werden nooit geïdentificeerd. De Telegraaf publiceerde in 1981 een artikel van verslaggevers Cees Koring en Peter R. de Vries waarin werd beweerd dat een groep Nederlandse criminelen onder leiding van drugshandelaar Piet Clement achter de ontvoering zat en dat Caransa was vastgehouden in een boerderij in Middelie. Tot een doorbraak in het politieonderzoek, dat onder leiding stond van commissaris Gerard Toorenaar, leidde dit echter niet.

## Uitdrukking
- Vroeger werd in Amsterdam de uitdrukking 'Ik ben Caransa niet' vaak gebruikt. Het betekent hetzelfde als 'Het geld groeit me niet op de rug'.[10]